# Worldometer
Worldometer (worldometers.info; dawniej Worldometers) – witryna internetowa udostępniająca aktualizowane liczniki i statystyki z zakresu różnych dziedzin wiedzy. 
Pierwotna wersja projektu została zapoczątkowana w 2004 roku, natomiast bieżąca witryna została uruchomiona 29 stycznia 2008. Od 2020 roku serwis funkcjonuje pod nazwą Worldometer.
Operatorem witryny jest przedsiębiorstwo Dadax, które generuje przychody dzięki reklamom internetowym.
W 2020 roku, w dobie pandemii COVID-19, serwis zyskał na popularności za sprawą udostępnianych danych dotyczących pandemii. W rankingu Alexa był notowany na miejscu 92 (lipiec 2020).